# Michael Warren
Michael Warren, właśc. Lloyd Michael Warren (ur. 5 marca 1946 w South Bend) – amerykański koszykarz i aktor. Odtwórca roli oficera Roberta „Bobby’ego” Hilla w serialu kryminalnym NBC Posterunek przy Hill Street (1981–1987), za którą w 1982 był nominowany do nagrody Emmy. Grał w koszykówkę dla drużyny UCLA Bruins, zdobywając dwa tytuły mistrza kraju (1967, 1968) i zdobywając wyróżnienia w pierwszym składzie All-American.

## Życiorys
Urodził się i dorastał w South Bend w stanie Indiana jako syn Ellen i Graysona Warrena. Jego ojciec pracował jako woźny i kierowca ciężarówki. Uczęszczał do South Bend Central High School, gdzie w ostatniej klasie pełnił funkcję przewodniczącego. Dwukrotnie został powołany do ogólnostanowej drużyny Indiany. Ukończył szkołę w 1964 jako lider kariery, sezonu i punktacji Bears w jednym meczu. W 1992 został wprowadzony do Galerii Sław Koszykówki Indiany.
Warren grał w koszykówkę w college’u na Uniwersytecie Kalifornijskim w Los Angeles, gdzie przez trzy lata był pisarzem na uniwersytecie i początkowym obrońcą od 1966 do 1968. Pod wodzą Lwa Alcindora drużyna Bruins osiągnęła rekordy 30–0 w 1967 r. i 29–1 w 1968 r. Obie drużyny były trenerami legendarnego trenera Johna Woodena zdobył mistrzostwo kraju NCAA. Warren, najmniejszy starter Bruinsa, mierzący 1,80 m, miał średnio 12,4 punktu jako junior w 1967 r. Został powołany do drużyny All-Tournament NCAA, a w 1968 był zawodnikiem All-American, jednym z trzech w drużynie na UCLA wraz z Alcindorem i strażnikiem Luciusem Allenem. Zespół uważany jest za jeden z najlepszych w historii koszykówki uczelni. Warren zdobył także nagrodę jako najlepszy obrońca Bruins w 1966 i zdobył tę nagrodę jako najlepszy „gracz zespołowy” Bruins w latach 1967–1968.
Debiutował na ekranie jako sędzia sportowy w dramacie Halls of Anger (1970) z Calvinem Lockhartem i Jeffem Bridgesem. Był także reżyserem jednego z odcinków serialu NBC Sanford and Son (1972), programu CBS The Diahann Carroll Show (1976) i sitcomu ABC Fish (1977). Od 18 października 1984 do 12 maja 1987 grał postać oficera Roberta „Bobby’ego” Hilla w serialu kryminalnym NBC Posterunek przy Hill Street. W 1986 wystąpił na scenie Meadow Brook Theatre w Auburn Hills w Michigan w spektaklu Pchła w jej uchu. W 1995 został uhonorowany nagrodą Image Award za znakomity scenariusz w serialu komediowym jednego z odcinków sitcomu ABC Family Matters – pt. „Dr. Urkel and Mr. Cool”.

## Filmografia

### Filmy
- 1972: Motyle są wolne jako Roy
- 1987: Zimna stal jako Eddie
- 1990: O chłopcu, który kochał Boże Narodzenie (The Kid Who Loved Christmas, TV) jako Tony Parks
- 2004: Gatunek 3 jako agent Wasach
- 2009: Matka i dziecko jako Winston

### Seriale
- 1976: Dni naszego życia jako Jerry Davis
- 1978: Aniołki Charliego jako porucznik Mathews
- 1981–1987: Posterunek przy Hill Street jako oficer Robert Hill
- 1985: Opowieści z ciemnej strony jako Pete Bancroft
- 1989: Prawnicy z Miasta Aniołów jako Ray Davis
- 1991: Knots Landing jako Walter Riggins
- 1992: Inny świat jako wielebny Soams
- 1999: Sliders jako Wells
- 1993: W pułapce czasu jako Frank Matumba
- 1994: Życie jak sen jako policjant
- 1996: Zdarzyło się jutro jako Connie Hooks
- 1997: Gliniarz z dżungli jako Ray Krause
- 2001: Bez pardonu jako oficer William Henderson
- 2001: Sprawiedliwość na 18 kołach jako Robert Betrie
- 2001, 2007: Przyjaciółki jako Billy Clayton
- 2002: Buffy: Postrach wampirów jako lekarz
- 2003: JAG jako kpt. John Tally
- 2004: Babski oddział jako Pan Davis
- 2005: Kevin Hill jako Lamont
- 2006: Jordan w akcji
- 2007, 2009: Lincoln Heights jako Spencer Sutton
- 2010: Zabójcze umysły jako Tom Anderson